# Prisma de Pellin-Broca

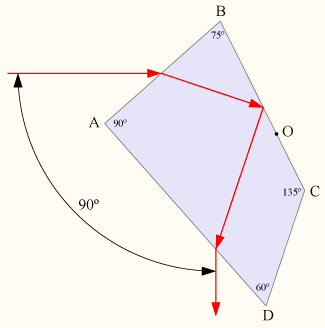
Prisma Pellin-Broca

Un  prisma de Pellin-Broca  és un tipus de prisma òptic dispersiu inventat pel mecànic òptic Phillipe Pellin i el professor de fisiologia òptica André Broca.
És similar al prisma d'Abbe, però a diferència d'aquest té quatre facetes en alçada en lloc de tres. És un bloc de vidre amb les facetes a 90 º, 75 º, 135 º i 60 º. En incidir la llum al costat entre els angles a 75º i 90° refracta i per un procés de reflexió interna total surt pel costat entre els angles a 60º i 90°, refractius de nou a la seva sortida del prisma. El prisma està creat de tal manera que una longitud d'ona en particular surti del prisma amb un angle d'incidència d'exactament 90 º respecte a la trajectòria original. Es pot seleccionar aquesta longitud d'ona girant el prisma al voltant d'un punt situat sobre la faceta a 1/3 de distància entre els angle de 135 º i 75 º (O en el diagrama). D'aquesta manera canvia la longitud d'ona seleccionada sense alterar la geometria ni la trajectòria dels feixos entrants i sortints.
Són usats generalment en espectroscòpia òptica atòmica.